# Distretto di La Chaux-de-Fonds
Il distretto di La Chaux-de-Fonds è stato fino al 31 dicembre 2017 un distretto del Canton Neuchâtel, in Svizzera. Confinava con i distretti di Val-de-Ruz a sud-est, di Boudry a sud, di Le Locle a sud-ovest, con la Francia (dipartimento del Doubs nella Borgogna-Franca Contea) a nord-ovest, con il Canton Giura (distretto delle Franches-Montagnes) a nord e con il Canton Berna (regione del Giura Bernese) a nord-est. Il capoluogo era La Chaux-de-Fonds.

## Suddivisioni
Amministrativamente era diviso in 3 comuni:
- La Chaux-de-Fonds
- La Sagne
- Les Planchettes

### Fusioni
- 1900: La Chaux-de-Fonds, Les Eplatures → La Chaux-de-Fonds